# Pustarina
Pustarina ili Kamenjak (mađ. Kövesmajor, Kövesmajor tanya) je pogranično selo u jugoistočnoj Mađarskoj.

## Zemljopisni položaj
Gara je zapadno-jugozapadno, Boršot je sjeveroistočno, Kaćmar je jugoistočno, Riđica je južno, Đurić je južno-jugozapadno.

## Upravna organizacija
Upravno pripada bajskoj mikroregiji u Bačko-kiškunskoj županiji. Poštanski je broj 6454. Pripada naselju Boršotu.

## Prosvjeta
U Pustarini je 1950-ih djelovala škola.

## Stanovništvo
Stanovnike se naziva Pustarincima i Pustarkinjama. 2001. je u Pustarini živjelo 22 stanovnika.